# Nico Keinath
Nico Keinath (* 14. Januar 1987 in Tübingen) ist ein ehemaliger deutscher Straßenradrennfahrer.

## Karriere
Nico Keinath fuhr Ende der Saison 2006 bei dem deutschen ProTeam Gerolsteiner als Stagiaire und bekam ab 2007 einen Platz beim Team Ista, dem Farmteam von Gerolsteiner. Ende 2008 fuhr er wieder bei Gerolsteiner als Stagiare, da das Team aber aufgelöst wurde, wechselte er zu dem Schweizer Continental Team Nazionale Elettronica New Slot-Hadimec. In seinem ersten Jahr dort wurde er Zweiter der Gesamtwertung beim Coupe des Nations Ville Saguenay und er gewann eine Etappe beim Grand Prix Tell. Bei der Tour de l’Avenir wurde Keinath bei dem letzten Teilstück Etappenzweiter hinter Dennis van Winden und er konnte die Bergwertung für sich entscheiden. Für die Saison 2010 erhielt Keinath einen Vertrag beim Team NetApp. Nach der halben Saison hätte er wegen einer abgeknickten Arterie im rechten Bein operiert werden müssen und wäre damit für die restliche Saison ausgefallen. Die Teamleitung akzeptierte dies jedoch nicht und löste seinen Vertrag auf. Keinath musste seine Profilaufbahn daher bereits im Alter von 23 Jahren beenden.
Mit Beginn der Saison 2012 wurde er Sportlicher Leiter beim Team Specialized Concept Store und anschließend beim MLP Team Bergstraße.

## Erfolge
2008
- Meisterschaft von Zürich

2009
- eine Etappe Grand Prix Tell
- Bergwertung Tour de l’Avenir

## Teams
- 2006 Team Gerolsteiner (Stagiaire)
- 2007 Team Ista
- 2008 Team Ista
- 2008 Team Gerolsteiner (Stagiaire)
- 2009 Nazionale Elettronica New Slot-Hadimec
- 2010 Team NetApp